# Lac Cinconsine
Lac Cinconsine är en sjö i Kanada.   Den ligger i regionen Mauricie och provinsen Québec, i den sydöstra delen av landet, 300 km nordost om huvudstaden Ottawa. Lac Cinconsine ligger 243 meter över havet. Arean är 13,8 kvadratkilometer. Den sträcker sig 8,0 kilometer i nord-sydlig riktning, och 5,4 kilometer i öst-västlig riktning.
I omgivningarna runt Lac Cinconsine växer i huvudsak blandskog. Trakten runt Lac Cinconsine är nära nog obefolkad, med mindre än två invånare per kvadratkilometer.